# ベッキー
ベッキー（Becky、1984年3月6日 - ）は、日本のタレント、女優、歌手、YouTuber。歌手活動時の名義は「ベッキー♪♯」である。
神奈川県川崎市出身。亜細亜大学経営学部卒業。GATE所属。AB型。夫は元プロ野球選手でプロ野球指導者の片岡保幸（結婚時の登録名は片岡治大）。

## 略歴
14歳の時に参加した下着モデルのオーディションで審査員をしていたサンミュージック社長の相澤秀禎に見出されたことが芸能界入りしたきっかけ。
テレビ東京の子供向け早朝番組『おはスタ』のマスコットガール・おはガールの一員として、同番組のポケモンの名前の英語バージョンを紹介するコーナー「ポケモン・ザ・ワールド」でデビューする。以降バラエティー番組を中心に活動している。
タレント活動と学業を両立させながら、2006年3月に修業期限内の4年で亜細亜大学経営学部経営学科を卒業した。
2005年から2007年度にかけてネイルクィーン（タレント部門）を3年連続受賞し、浜崎あゆみ以来の殿堂入りを果たした。
2008年にタレントCM起用社数ランキングで年間首位を獲得した。
2016年1月、交際相手だったindigo la Endおよびゲスの極み乙女。のボーカル川谷絵音との不倫を『週刊文春』にスクープされた。その後の記者会見にて「ただの友達」であると釈明した。その後、仕事を一時的に休業。
2016年5月13日、『中居正広の金曜日のスマイルたちへ』（TBS）に出演し、104日ぶりのテレビ復帰となった。しかし、本格的に復帰するのはスポンサーや視聴者の反応を見てからとしており、レギュラー復帰は同年7月5日放送のBSスカパー!『FULL CHORUS』からとなった。
2021年8月末をもって、所属するサンミュージックを退社することを明らかにし、9月以降は元マネージャーが代表を務める会社に移籍しサンミュージックとも業務提携することとした。

## 人物
母親が日本人で父親がイギリス人のハーフである。
日本とイギリスの二重国籍だったが、20歳を機に日本国籍を選択した。
将来、雑貨屋の経営を目指しており、ビジネスや起業を学ぶため大学では経営学科を選んだ。この際、学費を全て自分で払っていたことを明かし、「私は半分社会人ですし、当然です。親には今まで小中高とたくさんお金を払ってもらいましたから」とコメントしている。在学中、友人に「本当に普通に学校に来てるね」と驚かれたり、学内で「ベッキー双子説」が流れたりしていたという。因みに、高校、大学進学を決めた理由は「こんな集団（芸能界）にいたら自分までおかしくなると思った。」からだとバービーとおしんり研究所内で明かした。
愛称として「ベキ子」がある。その他にも『笑っていいとも!』等で共演していたタモリからは「ベキオ（君）」、『金曜日のスマたちへ』等で共演していた中居正広からは「ベツキー」（“ッ”を“ツ”と発音する）と呼ばれていた。幼少期は「ザビエル」というあだ名を付けられていた。

### 私生活
2018年に芸能関係の共通の友人を介して知り合い、同年6月より交際していた元プロ野球選手でプロ野球指導者の片岡治大（本名および現活動名：片岡保幸）と、2019年1月に婚姻届を提出し結婚したことを同年2月13日に自身のTwitter及びInstagramを通じて報告した。挙式・披露宴は未定である。
2020年3月17日、第1子を出産したことを公表した。同年7月9日に仕事再開を報告。
2021年3月14日、『行列のできる法律相談所』（日本テレビ）にゲスト出演し第2子妊娠を公表した。同年4月より仕事を休業するとした。同年8月20日、先述のサンミュージック退社とともに同年春に第2子を出産していたことを自身のInstagramを通じて公表した。
2人の子供の性別は当初非公開としていたが、後に第1子・第2子ともに女児であることを公表している。

## 作品
最高位はオリコン調べによる。

### 「ベッキー」名義

#### シングル
| 枚  | 発売日        | タイトル                      | 規格品番                                 | 最高位 |
| --- | ------------- | ----------------------------- | ---------------------------------------- | ------ |
| 1st | 1999年7月17日 | そらとぶポケモンキッズ        | ZMCP-1006                                | 45位   |
| 2nd | 2002年9月4日  | 伝説のスタフィー/BOY FRIEND's | TOCT-4413                                |        |
| 3rd | 2002年12月4日 | さらら                        | BFCA-82013                               | 55位   |
| 4th | 2005年4月29日 | ハロー!サンキュー!            | ZMCP-2164                                | 114位  |
| 5th | 2006年2月22日 | 向日葵                        | SMLC-0009（初回限定盤） SMLC-9（通常盤） | 114位  |

#### コラボレーションシングル
| 枚  | 発売日        | タイトル         | 規格品番  | 最高位 | 備考                                 |
| --- | ------------- | ---------------- | --------- | ------ | ------------------------------------ |
| 1st | 2003年3月12日 | ホリケンサイズII | TOCT-4472 | 37位   | 「お兄やん、お姉やん＆たかみー」名義 |

#### アルバム
- 『act4』（2004年12月8日）
- Tribute to Avril Lavigne-Master's Collection-（2006年10月25日）アヴリル・ラヴィーンコンピレーションアルバムに参加。#10「スケーター・ボーイ」をカヴァー。
- 「イエスタデイ・ワンスモア〜TRIBUTE TO THE CARPENTERS〜」（2009年3月25日）

### 「ベッキー♪♯」名義

#### シングル（ベッキー♪♯）
| 枚  | 発売日         | タイトル                    | 規格品番                                                  | 最高位 |
| --- | -------------- | --------------------------- | --------------------------------------------------------- | ------ |
| 1st | 2009年12月2日  | 心こめて/ハピハピ           | TOCT-40278（初回限定盤） TOCT-40279（通常盤）             | 10位   |
| 2nd | 2010年2月3日   | 好きだから                  | TOCT-40286                                                | 11位   |
| 3rd | 2010年7月20日  | エメラルド/ころころマゴコロ | TOCT-45035                                                | 12位   |
| 4th | 2010年12月1日  | 冬空のLove Song             | TOCT-45038                                                | 9位    |
| 5th | 2011年6月15日  | 風のしらべ                  | TOCT-40340（10,000枚完全初回限定盤） TOCT-40341（通常盤） | 13位   |
| 6th | 2012年6月27日  | ヤルキスイッチ              | TOCT-22314 （初回限定盤） TOCT-22315（通常盤）            | 12位   |
| 7th | 2012年12月12日 | MY FRIEND 〜ありがとう〜    | TOCT-40458 （初回限定盤） TOCT-40459（通常盤）            | 17位   |
| 8th | 2013年11月13日 | ぎゅ。                      |                                                           | 46位   |

### 配信限定シングル
1. time to go! (2013年3月1日)

#### アルバム（ベッキー♪♯）
| 枚  | 発売日        | タイトル       | 最高位 |
| --- | ------------- | -------------- | ------ |
| 1st | 2010年2月24日 | 心の星         | 12位   |
| 2nd | 2011年7月13日 | 風とメロディー | 20位   |

### ベストアルバム (ベッキー♪#)
| 枚  | 発売日         | タイトル                | 最高位 |
| --- | -------------- | ----------------------- | ------ |
| 1st | 2013年12月11日 | 3shine!〜Singles&More〜 |        |

#### コラボレーションシングル（ベッキー♪♯）
| 枚  | 発売日       | タイトル        | 最高位 | 備考                        |
| --- | ------------ | --------------- | ------ | --------------------------- |
| 1st | 2011年3月2日 | GOOD LUCKY!!!!! | 12位   | GReeeeNとのコラボレーション |

#### その他
- おはスタ「サヨナラのかわりに」（おはぐみ）
- ドンキーコング「Daisuki愛★Land」（キャンディー&ディクシー）

## 出演

### バラエティ
過去のレギュラー出演
- ぴったんこカン・カン（TBS） ※準レギュラー
- おはスタ（2000年4月 - 2001年3月、テレビ東京） ※おはガール
- 笑う犬シリーズ（フジテレビ）
- トリビアの泉 〜素晴らしきムダ知識〜（フジテレビ） ※不定期出演
- THE夜もヒッパレ（TBS）※不定期出演
- @サプリッ!（日本テレビ）
- クイズ!家族でGO!!（毎日放送）
- CDTV-Neo（TBS）
- Under CDTV （U-CDTV）（TBS）
- ポケモン☆サンデー（テレビ東京）
- たべごろマンマ!（日本テレビ）
- はなまるマーケット（TBS）※月曜レギュラー
- きよしとこの夜（2006年4月 - 2009年3月、NHK総合）
- ニッポン縦断おかず発見!ルート88（中京テレビ）
- クメピポ! 絶対あいたい1001人（毎日放送）
- 満天☆青空レストラン（日本テレビ）
- 月光音楽団（TBS）
- ミリオンダイス （日本テレビ）
- 見える歴史（NHK教育） ※声の出演
- クイズ80（2012年10月9日 - 2012年12月、日本テレビ）
- 宝探しアドベンチャー 謎解きバトルTORE!（2011年7月6日 - 2013年2月25日、日本テレビ）
- ハッピーMusic（日本テレビ）
- 赤丸!スクープ甲子園（2013年4月 - 2013年8月、日本テレビ）
- 笑っていいとも!増刊号（2009年10月11日 - 2014年3月、フジテレビ）
- 森田一義アワー 笑っていいとも!（2009年10月5日 - 2014年3月、フジテレビ）
- 新婚さんに「結婚を決めた一言」聞いてみた（2014年6月9日 - 30日、テレビ東京）
- トリックハンター（日本テレビ）
- 人生のパイセンTV（2015年10月18日 - 2016年1月31日・2017年3月13日 - 3月20日、フジテレビ）[38]
- 北海道からはじ○TV（2017年1月15日 - 10月1日、北海道文化放送）[39]
- ライブB♪（TBS、毎月最終火曜）
- にじいろジーン（2008年4月5日 - 2016年1月23日・2020年3月28日、関西テレビ)
- 天才!志村どうぶつ園（日本テレビ）
- FULL CHORUS 〜音楽は、フルコーラス〜（BSスカパー!（ch.241）、2015年3月31日 - 2019年6月24日）
- ありえへん∞世界（テレビ東京）
- 世界の果てまでイッテQ!（日本テレビ）
- ニンゲン観察バラエティ モニタリング（TBS）
- 中居正広の金曜日のスマたちへ→中居正広の金曜日のスマイルたちへ（TBS）
- 発見!タカトシランド（北海道文化放送）
  - 2024年7月19日 - 手稲駅エリアでお宝店を発見! SP
  - 2024年7月26日 - 小樽北エリアでお宝店を発見! SP

単発番組
- たけしの北野レガシー（2017年7月15日、BS11）
- 明日へつなげよう「サンテツがゆく」(2019年8月16日、NHK総合[注 4])[40][41]

### 音楽番組
- 第39回日本有線大賞（TBS）
- 第40回日本有線大賞（TBS）
- CDTVスペシャル 年越しプレミアライブ （2006年 - 2007年、TBS）
- 第57回NHK紅白歌合戦「みんなのうた45年!キッズショー」（NHK）
- 家族で選ぶにっぽんの歌（NHK）

### 情報番組
- バンクーバーオリンピック - ベストセレクション - （NHK総合） - オリンピック期間中の情報番組。
- べき子とベキオのNECOランドTV☆（2011年4月 - 、チャンネルNECO） - ナビゲーター ※声の出演
- 超!高!凄!旨!これ見れば1000%完全攻略東京スカイツリーSP（2012年5月24日、TBSテレビ） - 秘書

### 教養番組
- ベッキーズスクール（NHK）
- アースフロンティア 未来を救う地球教室!（TBS）
- 日本はまかせろ! スーパーキッズ大集合（NHK総合）
- LIONスペシャル 地球SHOW学校（2010年11月22日、TBS）
- アナタの名字SHOW（読売テレビ） - 司会陣の一人として出演
- これが東北魂だ　あの味をもう一度!気仙沼寿司物語（2014年1月26日、TBS） - 語り
- しあわせの大地〜富良野・美瑛に移住した15人のストーリー〜（2015年2月8日、北海道放送制作、TBS系列12局） - ナビゲーター[42]

### テレビドラマ
- ブースカ! ブースカ!! 第12話（1999年、テレビ東京） - ルルー 役
- スターぼうず（2000年、BS-i） - ルカ 役
- 秘密倶楽部o-daiba.com、株式会社o-daiba.com（2000年10月 - 2002年1月、フジテレビ） - 田中リタ 役
- ちゅらさん（2001年、NHK） - 金城ゆかり 役
- ウルトラマンコスモス 第25話（2001年、TBS） - スレイユ星人・ラミア 役
- ツーハンマン（2002年、テレビ朝日） - アリー藤野 役
- ぼくの魔法使い（2003年4月 - 7月、日本テレビ） - スーザン 役
- ブルーもしくはブルー（2003年6月 - 7月、NHK） - 田島はるか 役
- Stand Up!!（2003年7月 - 9月、TBS） - 加賀エレン 役
- VICTORY!〜フットガールズの青春〜（2003年11月22日、フジテレビ） - 熊沢庵子 役
- エースをねらえ!（2004年1月 - 3月、テレビ朝日） - 宝力冴子 役
- 火消し屋小町（2004年7月 - 8月、NHK） - 相原こずえ 役
- 一番大切な人は誰ですか?（2004年10月 - 12月、日本テレビ） - 谷本清美 役
- 輪舞曲（2006年1月 - 3月、TBS） - モユカ 役
- 夜王〜YAOH〜（2006年1月 - 3月、TBS） - クラリス 役
- 都立水商!（2006年3月、日本テレビ） - 山下早苗 役
- タイヨウのうた（2006年7月 - 9月、TBS） - エミリー 役
- 名探偵コナン 工藤新一への挑戦〜さよならまでのプロローグ〜（2006年10月2日、日本テレビ） - 沖野ヨーコ 役
- アンナさんのおまめ（2006年10月 - 12月、テレビ朝日） - 主演・桃山リリ 役
- ウォーカーズ〜迷子の大人たち（2006年11月 - 12月、NHK） - エリ 役
- 新幹線ガール（日本テレビ、2007年7月4日） - 主演・高槻凛子 役
- のだめカンタービレin ヨーロッパ 新春SP（2008年1月、フジテレビ） - ターニャ 役
- 極楽町一丁目 嫁姑地獄篇（2008年10月、WOWOW） - のりこ 役
- こちら葛飾区亀有公園前派出所第1話（2009年、TBS） - 花巻 役
- もう帰って来たよ!! 怪物くん全て新作SP（2010年6月26日、日本テレビ） - 怪子ちゃん 役
- プロポーズ兄弟〜生まれ順別 男が結婚する方法〜 第4話（2011年2月21日 - 2月24日、フジテレビ） - 鈴木早紀 役
- 華和家の四姉妹 第1話（2011年7月10日、TBS） - 本人 役
- 怪物くん 新作SP!（2011年秋、日本テレビ） - 怪子ちゃん 役
- 三毛猫ホームズの推理 第1話（2012年4月14日、日本テレビ） - 吉塚雪子 役 ※友情出演
- ショムニ2013（2013年7月 - 9月、フジテレビ） - 三波まどか 役
- 最高のおもてなし（2014年2月28日、日本テレビ）
- マッチング・ラブ（2014年12月24日、TBS） - 戸田鈴子 役
- くノ一忍法帖 蛍火（2018年4月 - 9月、BSジャパン） - 主演・お螢 役[43]
- 神奈川発地域ドラマ R134/湘南の約束（2018年6月27日、NHK BSプレミアム） - SUPをする女性・希 役[44]
- これは経費で落ちません! 第6話 ｰ 最終話（2019年8月 - 9月、NHK） - 有本マリナ 役
- 悪魔の弁護人・御子柴礼司 〜贖罪の奏鳴曲〜（2019年12月 - 2020年1月、東海テレビ） - 日下部洋子 役
- ドリームチーム（2021年1月 - 3月、NHK） - 長江千尋 役
- マーダー★ミステリー 〜探偵・斑目瑞男の事件簿〜伊呂鳥荘・湯けむり温泉殺人事件（2022年3月5日・12日、朝日放送） - 白鳥蘭 役[45][46]
- 赤いナースコール（2022年7月 - 9月、テレビ東京） - 山根ミク 役[47]
- 大病院占拠（2023年1月14日 - 3月18日、日本テレビ） - 黒鬼 / 伊予みさき 役[48]
- 夫を社会的に抹殺する5つの方法 Season2 第7話（2024年2月21日、テレビ東京）- 佐々木リョウ 役[49]
- 君が獣になる前に（2024年4月6日 - 6月22日、テレビ東京） - 井上カンナ 役[50]
- 連続ドラマ かっこいいスキヤキ 第4話（2024年4月27日、テレビ愛知） - 歯科衛生士の女性 役[51]
- 大河ドラマ べらぼう〜蔦重栄華乃夢噺〜 第24回（2025年6月22日、NHK） - タケ 役

### 映画
- NOEL（2003年、ギャガ・コミュニケーションズ） - 涼子 役
- MAKOTO（2005年、松竹） - 坂下久美 役
- 花より男子F（2008年、東宝） - 乗務員 役
- のだめカンタービレ 最終楽章 前編／後編（2009年・2010年、東宝） - ターニャ・ヴィシニョーワ 役
- エイトレンジャー （2012年、東宝） - 鬼頭桃子 役
  - エイトレンジャー2（2014年、東宝） - 鬼頭桃子 役
- ボクたちの交換日記（2013年、ショウゲート） ※友情出演
- 麻雀放浪記2020（2019年）－八代ゆき / AIユキ役
- 初恋（2020年、東映） - ジュリ 役[52][53]

### 舞台
- BOYS BE… ALIVE TRY AGAIN（「BOYS BE ALIVE」制作委員会、2000年4月、博品館劇場）日替わりゲスト
- OH!BABY（ネルケプランニング、2003年10月29日 - 11月3日、全労済ホール スペース・ゼロ）
- CBGK Premium Stage リーディングドラマ『Re:』（2012年3月20日、CBGKシブゲキ!!）
- 三途会〜私の人生は罪ですか?〜（2017年11月22日 - 26日、東京グローブ座）[54]
- いきなり本読み! in三越劇場（2024年10月11日〈予定〉、三越劇場）[55]

### オリジナルビデオ
- 魔神騎士ジャック☆ガイスト（2000年、バッドテイスト） - 主演・愛・ルルー・サンドフォード 役

### テレビアニメ
- ドンキーコング（1999年10月 - 2000年6月、テレビ東京） - ディクシーコング 役
- とっとこハム太郎（2001年、テレビ東京） - ユミコちゃん 役
- Hello!オズワルド（2001年、WOWOW） - デイジー 役

### 劇場アニメ
- 劇場版ポケットモンスター アドバンスジェネレーション 裂空の訪問者 デオキシス（2004年、東宝） - ヒトミ 役
- 劇場版ポケットモンスター アドバンスジェネレーション ミュウと波導の勇者 ルカリオ（2005年、東宝） - キッド・サマーズ 役
- 劇場版ポケットモンスター アドバンスジェネレーション ポケモンレンジャーと蒼海の王子 マナフィ（2006年、東宝） - ジュディ 役

### ゲーム
- ドカポン・ザ・ワールド（2004年、アスミック・エース） - ナビィ 役

### 吹き替え
- マスク2（2005年、ギャガ・ヒューマックス） - トーニャ 役 ※劇場公開・DVD版
- ザ・シンプソンズ MOVIE（2007年、20世紀フォックス） - リサ・シンプソン 役 ※劇場公開版
- モンスターVSエイリアン（2009年、パラマウント・ピクチャーズ） - スーザン・マーフィー / ジャイノミカ 役
- ミュータント・タートルズ（2015年、パラマウント） - エイプリル・オニール 役
- ザ・マミー/呪われた砂漠の王女（2017年、東宝東和） - アマネット 役[56]

### ラジオ
- OHA-OHA NIGHT（2001年10月7日 - 2005年3月26日、ニッポン放送）
- 太田胃散 presents ベッキー♪ GO LUCKY（2015年4月5日 - 2016年2月14日[57]、TOKYO FM）
- ミッドナイト・ダイバーシティー〜正気のSaturday Night（2016年10月 - 2019年9月、JFN FMラジオ） - 第1週目DJ[58]

### CM
- 天下一品
- トヨタ自動車「ラクティス」 - 佐藤隆太と共演
- ボーダフォン（日本法人、現・ソフトバンクモバイル）
- ホーユー「ビューティーン」
- 大塚製薬「ファイブミニ」
- ブルボン「プチシリーズ」
- 永谷園「トッピー」
- めがねのタナカ
- toto
- ライオン「バファリンルナ」「トップNANOX」
- 北海道電力
- MARIMO&JVIS「BCK」
- トリンプ「アモスタイル」
- 国税庁「イータックス」
- スズキ
  - 原付スクーター
    - 「レッツ4バスケット」
    - 「レッツ5バスケット」

  - 軽自動車
    - 「アルト」
- アーデンホーム
- カルビー
  - 大収穫祭2007 - 小泉孝太郎と共演
  - 「掘りだそう、自然の力。カルビー大収穫祭」キャンペーン（2009年） - 小泉孝太郎・大橋のぞみと共演
- エム・ティー・オー「おしゃれな仔犬DS」「かわいい子猫DS」「おしゃれな仔犬DS2」「子犬でくるりん」
- イオン「つくろうmy新入学」「イオンフェスティバル」
- シダックス「"1次会からSHIDAX"大作戦!!」
- スタジオアリス「子供用ドレス」
- NEXCO中日本「TDM」「東名集中工事（2008年度）」
- ミツカン「サラダをおいしく食べるお酢」
- ジェットスター航空「東京就航」
- ゼブラ「マッキー」
- サントリー「おうちカクテル」「ボジョレーヌーヴォー」
- クレオ「筆まめver19」
- 日本ビクター
- 眼鏡市場「NEW FREE FIT」
- ミリカ・ヒルズ
- ジェムケリー「ベッキー♪♯×GEMCEREY」
- ジャパンゲートウェイ「Dear Jungle」
- hulu
- HTC 「HTC J One HTL22」
- サーティワン アイスクリーム
- ハウス食品 「こくまろカレー」他
- 花王「バブ」[59]
- ソースネクスト「筆王」
- 損保ジャパン日本興亜ひまわり生命保険 - 旧・NKSJひまわり生命保険時代から出演しており、現名称になってから関ジャニ∞と共演。
- LINE（2016年） - ナレーション [60]
- 株式会社スマートライフ「女性専用シェアハウス かぼちゃの馬車」（2017年2月 - ）
- JR博多シティイメージモデル（2017年）
- BONOTOX Japan「BONOTOX」「Timeless　CODE」『BONOTOX篇』『Timeless CODE篇』（2019年11月 - ） - 2ブランドのミューズに就任[61]

### DVD
- ベッキー ベッキー TV（アートポート）
- フレッシュタレント名鑑2001 フジテレビ「V.I.P.」PRESENTS（フジテレビ映像企画部）
- 秘密倶楽部 o-daiba.com（フジテレビ映像企画部）
- 株式会社 o-daiba.com（フジテレビ映像企画部）
- アンナさんのおまめ DVD-BOX（2007年4月4日発売、テレビ朝日）
- 極楽町一丁目 「嫁盤、姑盤」（2009年3月6日発売、メディアファクトリー）

### Web
- ベッキー インタビュー モッテコ書店 （2008年8月25日）
- あいのり：Asian Journey（2018年1月13日～6月30日、Netflix） - MC
  - Asian Jouney SEASON2(2019年1月13日 - 7月13日、Netflix)
  - あいのり : African Journey(2019年9月5日 - 、Netflix)
- シークレットNGハウス（2025年3月27日 -、Amazon Prime Video）[62]

## 書籍

### 写真集
- べき冷蔵庫（2001年11月10日、ソニーマガジンズ） ISBN 4789717631
- Valentine Road（2004年3月6日、美術出版） ISBN 4568221188
- ベッキーの心のとびら（2009年3月6日、幻冬舎） ISBN 4344016378

### 絵本
- びあん（絵・作/ベッキー）ISBN 4522421834

### 翻訳
- オウエンとムゼイ（2006年11月25日、NHK出版） ISBN 4140811536
- オウエンとムゼイ なかよしのことば（2007年9月2日、NHK出版） ISBN 4140812532

### 雑誌
- CUTiE べき展（宝島社）
- SEDA ベッキー店長のオシャレ入荷!（日の出出版）
- with ベッキーのいろいろさんぽ道 （講談社）
- Zipper ベッキーのハッピーへんかん所 （祥伝社）

### 関連書籍
- たべごろマンマ! 元気が出るごちそう大事典（日本テレビ出版部）
- 木部本（2015年9月25日、ポプラ社） ※ 木部さん名義 [63]